# Меццани
Меццани (итал. Mezzani) —  коммуна в Италии, располагается в регионе Эмилия-Романья, подчиняется административному центру Парма.
Население составляет 2897 человек, плотность населения составляет 103 чел./км². Занимает площадь 28 км². Почтовый индекс — 43055. Телефонный код — 0521.
Покровителем коммуны почитается святой Сильвестр, папа Римский. Праздник ежегодно празднуется 31 декабря.